# Met

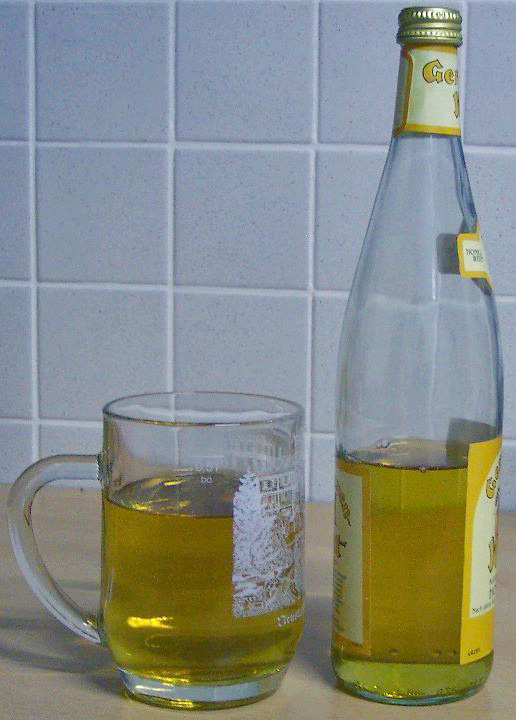
Met

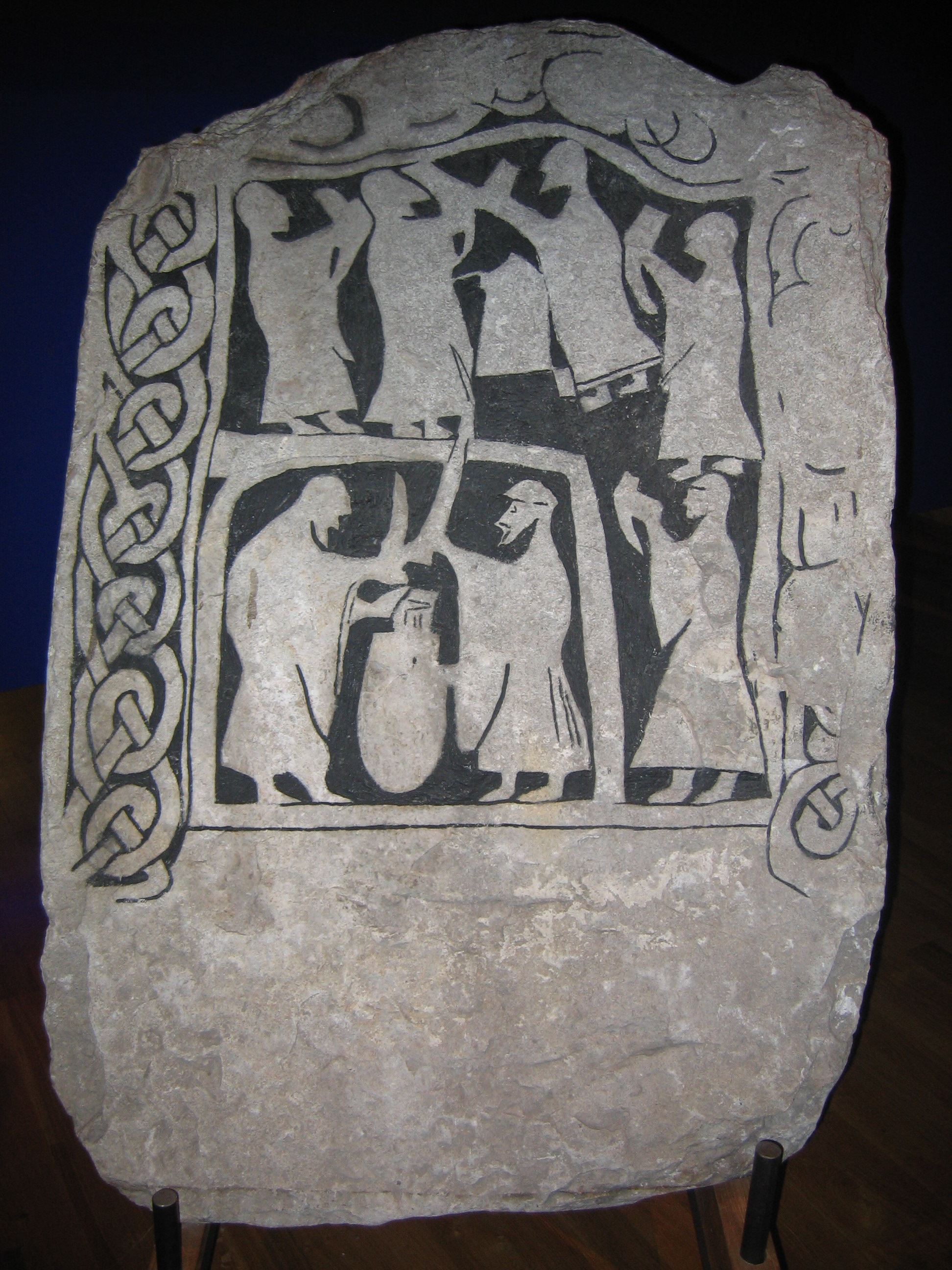
Trinkszene auf einem Bildstein

Met, auch Honigwein genannt, ist ein alkoholisches Getränk aus Honig und Wasser. Teilweise werden auch, besonders in der privaten Produktion, verschiedene Gewürze, Früchte und Fruchtsäfte (zumeist Äpfel und Apfelsaft) zugegeben oder anstelle des Wassers benutzt. Ursprünglich wurde Met mittels spontaner Gärung hergestellt. Heute werden zumeist Reinzuchthefen verwendet, wie sie auch in der eigentlichen Weinbereitung aus Weintrauben Verwendung finden. Abhängig von der verwendeten Hefe, der Menge an Zucker (Honig) und anderen Umgebungsbedingungen während der Gärung kann Met bis zu 20 Vol.-% Alkohol enthalten (üblich sind 11 Vol.-% bis 16 Vol.-%).
Getrunken wird Met sowohl heiß als auch kalt.

## Geschichte

### Herkunft des Wortes „Met“
Das deutsche Wort Met hat seine Wurzeln im indogermanischen Wortstamm *medhu-, mit dem zumeist der Honig bezeichnet wurde. Wie verbreitet dieser Wortstamm im indogermanischen Sprachraum ist, zeigen folgende Beispiele: Das slawische med, sowie das spanische und französische miel bedeuten Honig. Auf Griechisch heißt Met μέθυ, auf Litauisch und Lettisch midus (Honig heißt medus), auf Dänisch und Norwegisch mjød, auf Schwedisch mjöd, auf Polnisch miód, auf Albanisch mjaltë, auf Russisch мёд und auf Ukrainisch мед. Auf Englisch heißt er mead, und auf Niederländisch mede. Auch das Ungarische, obwohl nicht indogermanisch, hat es in Form des Wortes méz übernommen. In Sanskrit bezeichnet das Wort mádhu einen süßen, berauschenden Trank oder Honig, den nach dem altindischen Rigveda die Ashvins (mythische Zwillinge) trinken. Die Begriffe Madhu und Soma werden im Rigveda synonym für denselben Göttertrank verwendet.

### Ursprung von Met
In Nordchina entdeckte Keramikgefäße aus dem Jahr 7000 v. Chr. haben chemische Signaturen gezeigt, die mit dem Vorhandensein von Honig, Reis und organischen Verbindungen im Zusammenhang mit der Fermentation übereinstimmen. In Europa wird es erstmals anhand von Restproben beschrieben, die in Keramiken der Glockenbecherkultur (ca. 2800–1800 v. Chr.) gefunden wurden. Der genaue Ursprung ist unklar.

### Verwendung in der Moderne

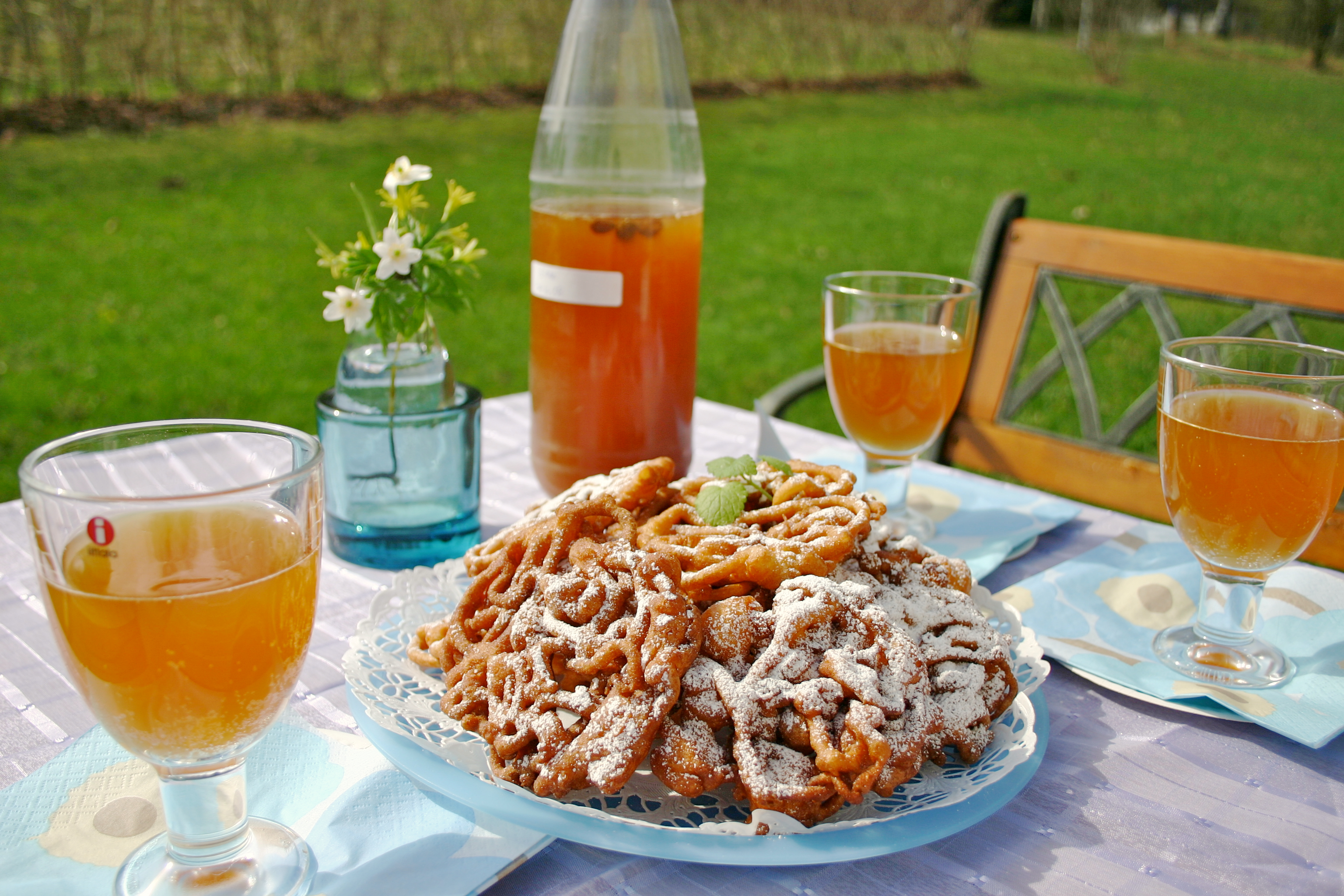
Met mit Waffeln

Heutzutage kennen nur noch nord- und osteuropäische Gebiete eine Mettradition. In Großbritannien sind immer noch Rezepturen von Met (englisch: Mead) bekannt und zum Teil in Gebrauch. In den klassischen Weinanbaugebieten in Süd- und Mitteleuropa ist der Met fast gänzlich ausgestorben. In der Metal-Szene, bei den Asatru (Neuheiden) und der Mittelalterszene ist Met neben Bier dank seiner traditionellen Bedeutung ein beliebtes Getränk.

### Verwendung in der Antike-Mittelalter

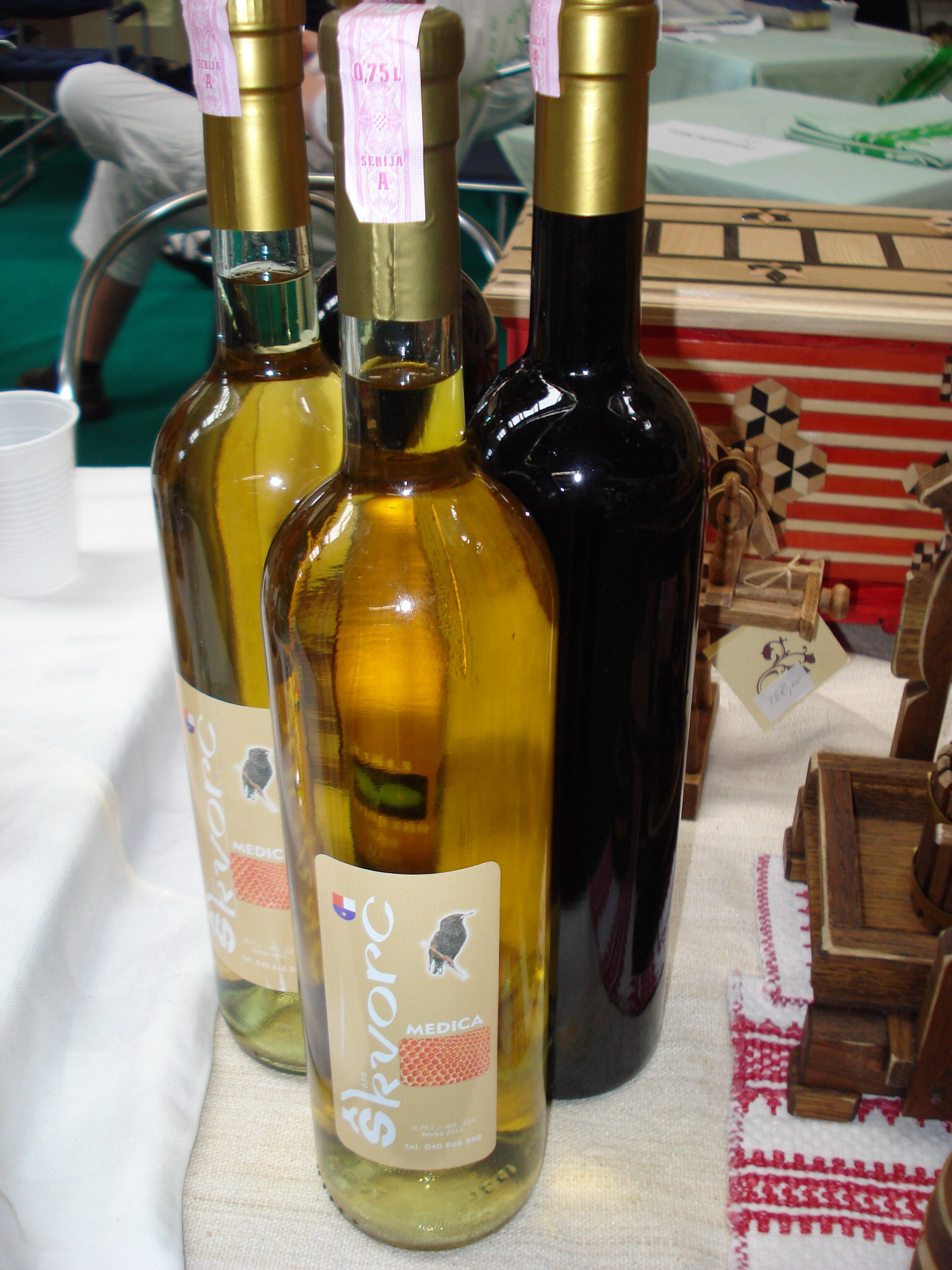
In Međimurje, Nordkroatien, wird Met traditionell hergestellt

Met fand bei den früheren Völkern eine vielseitige Verwendung. Er spielte bei Gastbewirtungen, in Gottesdiensten, als Opfergabe für die Götter, als Grabbeigabe, bei religiösen Festlichkeiten, als Gesundheitsgetränk und in der Medizin eine Rolle. Als die edelste Spende für die Götter galt im antiken Griechenland das Melikraton. Zuerst war es ein Produkt aus Milch und Honig, später wurde Wasser oder Wein anstelle von Milch verwendet. Pedanios Dioscurides (1. Jahrhundert nach Christus) nannte das Melikraton auch Honigmet. Er beschrieb es als ein Gemisch aus einem Teil Honig und zwei Teilen Wasser, das in die Sonne gestellt wird. Das Melikraton spielte eine besondere Rolle bei Totenbeschwörungen und im Totenkult. In der germanischen/nordischen Mythologie zum Trank und Geschenk der Asen (Götter). Der Honigwein wurde nicht nur auf Feiern in großen Mengen getrunken, sondern diente als Trank der Götter bei kultischen Handlungen. Durch den kultischen Status war der ausschweifende Genuss von Met auch gleichzeitig Götteropfer. Die Edda enthält detaillierte Beschreibungen von Trinkgelagen und den Folgen am nächsten Tag – die Gelage waren wegen des Hintergrundes aber eben nicht nur „Besäufnisse“, sondern auch Opferhandlungen. Der Unterschied zwischen Feier und Opfer bestand prinzipiell nur darin, wem man die verspeisten Lebensmittel widmete. Die Römer tranken neben Met meist auch ihre eigene Entwicklung, mulsum genannt. Üblich war es, den Honig nicht schon in den Most, sondern erst in den fertigen Wein zu rühren. Dem erhitzten Honig wurde guter Wein untergerührt, im Idealfall ein Falerner, das war der damalige Spitzenwein. Eine Variante wurde vom Schriftsteller Palladius (4. Jahrhundert n. Chr.) geschildert. Demnach wird der schon gärende Traubenmost mit Honig nachgesüßt und noch eine Zeit lang weiter vergoren (sozusagen eine frühe Form des Anreicherns). Auch mulsum-Rezepte mit zahlreichen zusätzlichen Gewürzen gab es im antiken Rom. Das Mulsum war meistens ein Tafel- und Gesundheitsgetränk. Neben seiner Verwendung für Feste und Zeremonien war Met ein normales Alltagsgetränk, vergleichbar mit Bier im mittelalterlichen Europa. Met genoss bis ins Mittelalter einen hohen Stellenwert. Durch das Aufkommen von Bier im Norden und Wein im Süden Europas verringerte sich der Konsum von Met nach und nach, weil die Herstellung von Met (durch Metsieder) teurer und aufwändiger ist als die von Bier und Wein.
Trotzdem wurde auch im Mittelalter Met produziert und getrunken. Kaiser Karl der Große schrieb, in jedem landwirtschaftlichen Musterbetrieb sollten Bienen gezüchtet und Met produziert werden. Im Kloster St. Gallen wurde um das Jahr 1000 nach Christus Met zusammen mit Käse als Nachtisch serviert.

### Met als Heilmittel
Mit den verschiedensten Zutaten hergestellt und vermischt, wurde der Met, auch in verdünnter Form als Wassermet (auch Metwasser, Hydromel), gegen die unterschiedlichsten Krankheiten verwendet. (Beim Hydromel wurden drei Sorten unterschieden: Ein Teil Honig mit einem Teil Wasser, ein Teil Honig mit acht Teilen Wasser und neun Teile Honig mit einem Teil Wasser). Viele der dem Met zugesprochenen Wirkungen beruhten zum Teil auf Aberglauben, teils auf Tatsachen. Honig und Met besitzen eine antibakterielle Wirkung.
Schon antike Lehrbücher schrieben ihm Heilkräfte gegen Magen- und Darmbeschwerden oder gegen Erkrankungen der Atemwege zu. Der Met wurde auch als Brech- und Abführmittel bei Vergiftungen benutzt. Gegen Geschwüre und Entzündungen wurde er gegurgelt. Die Römer verwendeten ihr mulsum mit unterschiedlichen Zutaten gemischt gegen eine Vielzahl von Krankheiten: „mit Zusatz von fein gestoßenen Haselnüssen zur Bekämpfung chronischen Hustens, mit Lolch vermengt heilt er Hüftschmerz, mit Ervenmehl gemischt dient er Frauen zur Wiedergewinnung einer gewissen Körperfülle nach Krankheiten und nützt bei Auszehrung.“ Vielmals wurde der Met auch zum Süßen von bitter schmeckenden Arzneimitteln verwendet.

## Herstellung
Durch Zugabe verschiedener Gewürze kann man dem Honigwein einen völlig anderen Geschmack verleihen. Zudem kann mit der richtigen Gärung trockener oder auch herber Met hergestellt werden. Die Hefe wandelt Zucker in Alkohol um und ihre Stoffwechselprodukte geben Met den typischen Geschmack.

### Honiganteil
Je niedriger der Honiganteil und damit die Konzentration der Summe der darin enthaltenen Zuckerarten ist, desto leichter gärt der Met. Dies geschieht jedoch auf Kosten des Geschmacks. Das Gebräu, letztlich in Bezug auf den Gärvorgang eine Zuckerlösung, hat das Bestreben sich zu verdünnen, indem es Wasser aufnimmt, welches den Hefezellen entzogen wird. Wenn die Zuckerkonzentration steigt, wird dieser Effekt verstärkt.
Alle Stoffwechselprozesse in der Hefe (einschließlich die zur Vermehrung) laufen in wässriger Lösung ab. Nimmt der Wassergehalt der Zelle ab, werden die Stoffwechselprozesse der Hefezelle gehemmt. Auch die Größe der Zelle verändert sich und die Zellhaut wird schrumpelig: Am Ende stirbt die Zelle. Das erklärt, wieso Honig fast unbeschränkt haltbar ist. Honig hat eine extrem hohe Zuckerkonzentration und entzieht damit Zellen, z. B. eindringenden Bakterien oder Pilzen, das zum Leben nötige Wasser.
Auch der bei der Gärung gebildete Alkohol entzieht der Hefezelle Wasser. Die osmotische Saugkraft des Zuckers und des Alkohols addieren sich im Gärgemisch. Das hat zur Folge, dass die Hefe mit zunehmendem Alkoholgehalt weniger Zucker verträgt. Auch ein Met mit einer sehr hohen Zuckerkonzentration beginnt zu gären. Doch sobald nur schon wenig Alkohol entstanden ist, sterben die Hefezellen ab und die Gärung kommt zum Erliegen. Eine Lösung für dieses Problem ist die „Gestaffelte Zuckerung“: Der Honig wird portionsweise zugegeben. Auf diese Weise wird die Hefe nie extremen osmotischen Bedingungen ausgesetzt, und ihr Stoffwechsel kann ungehemmt arbeiten.

### Gärung
Für eine erfolgreiche Gärung sollte eine gärkräftige Reinzuchthefe verwendet werden. Die Temperatur sollte nicht unter 15 °C fallen, weil die Hefe dann ihre Arbeit einstellt. Die Honiglösung vergärt durch den hohen Zuckergehalt meist nur langsam. Aus diesem Grund ist eine stetige Überwachung der Gärung notwendig.
Die Gärung kann aufgrund der Kohlendioxid-Entwicklung mit Hilfe eines Gärspundes überwacht werden. Zu Beginn der Gärung ist im Gärspund eine stetige Kohlendioxid-Entwicklung zu beobachten. Je weiter die Gärung fortgeschritten ist, desto weniger Blasen gehen durch den Gärspund. Nach 7 bis 9 Tagen ist die Hauptgärung beendet. Die Dauer der Hauptgärung ist sehr stark von der Zuckerkonzentration und der Hefewahl abhängig.
Nachdem die Hauptmenge vergoren ist, sollte das erste Mal das überstehende Gebräu vom Bodensatz, durch Abkühlen und anschließendes Absaugen (in Fachkreisen Abzug genannt), getrennt werden. Dies verhindert, dass der Met von auf dem Flaschenboden liegender, abgestorbener Hefe durch Hefeautolyse verdorben wird.
Wenn man also einen Gärspund besitzt, ist die Verfolgung der Gärung kein Problem. Während der Hauptgärung ist das Gemisch sehr trübe. Wenn die Hauptgärung vorbei ist, kann ein Absetzen der Trubkörper und toter Hefezellen – und damit eine Klärung der überstehenden Gärmischung – festgestellt werden. Zudem wäre eine ständige Verkostung des Gemisches zwar hilfreich, ist aber wegen der damit verbundenen Zuführung von Luftsauerstoff an die Maische nicht zu empfehlen.

## Konservierung
Restzucker kann zum Problem werden, wenn in der abgefüllten Flasche noch lebende Hefe oder Sporen vorhanden sind. Die Gärung kann wieder beginnen, den Met verderben und durch das entstehende Kohlendioxid die Flasche sprengen. Auch könnten sich andere für den Wein schädliche Mikroorganismen vermehren. Um das zu verhindern, gibt es folgende Methoden:

### Hoher Alkoholgehalt
Ab einer Konzentration von über 14 % wirkt Alkohol konservierend, d. h., um schädliche Mikroorganismen muss man sich keine Sorgen mehr machen. Um eine eventuelle Nachgärung zu verhindern, kann der Met durch Aufspriten mit Spirituosen konserviert werden (nur für den Privatgenuss, nach dem Aufspriten ist das Produkt rechtlich in Deutschland kein Met). Manchen wird der daraus resultierende Alkoholgehalt jedoch zu hoch sein. Andererseits bietet sich die Möglichkeit, mit dem entsprechenden Schnaps eine neue Geschmacksnote in den Met zu bringen.

### Schwefelung
Bei der Schwefelung von Met mit Kaliumdisulfit sind die üblichen önologischen Gegebenheiten zu beachten. Dadurch wird nicht nur die Vermehrung schädlicher Bakterien unterbunden, sondern der Met auch vor Oxidation geschützt, was letztendlich aber nicht das Ziel ist, weil bei Met kein reduktiver Ausbau angestrebt wird. Die alkoholische Gärung wird bis zu einem SO2-Gehalt von 50 mg/l nicht gehemmt. Wird wegen bestimmter Gegebenheiten über diesen Wert geschwefelt, so startet die Gärung erst wieder wenn der Gehalt auf diesen Wert gesunken ist. Für das Abschwefeln beim Gärstopp sind Werte von 75 mg/SO2 bis 100 mg/SO2, was 15 g/hl bis 20 g/hl Kaliumdisulfit entspricht, anzustreben. Durch die spätere Weiteroxidation des SO2 zu Schwefelsäure steigt der Gesamtsäuregehalt. Der Gehalt an SO2-Resten bei Abgabe an den Verbraucher muss gesetzlich bei 50 mg/l liegen.

### Warmfüllung
Hefe und andere Mikroorganismen sterben – wie alle Lebewesen – bei einer bestimmten Temperatur ab. Durch den Alkohol im Met wird dieser Effekt verstärkt. In der Weinindustrie wird der Wein mit einer Temperatur von 55 °C in die kalte Flasche gefüllt.
Bei Mengen im Litermaßstab lässt sich das Erhitzen und Abfüllen mit einfachen Mitteln durchführen. Beim Erhitzen ist zu beachten, dass das Gefäß abgedeckt bleibt, um den Alkoholverlust gering zu halten. Nach dem Einfüllen sollten die Flaschen schräg gelagert werden, damit auch am Verschluss Keime abgetötet werden können.

### Kaltsterile Abfüllung
Die schonendste Konservierungsmethode ist die kaltsterile Abfüllung, bei der der Met über eine vorher mit Dampf sterilisierte Abfüllanlage in gereinigte Flaschen gefüllt wird. Wegen des hohen Aufwandes und der nötigen sterilen Arbeitsweise findet diese Form fast nur im gewerblichen Bereich Anwendung.

## Veredelung

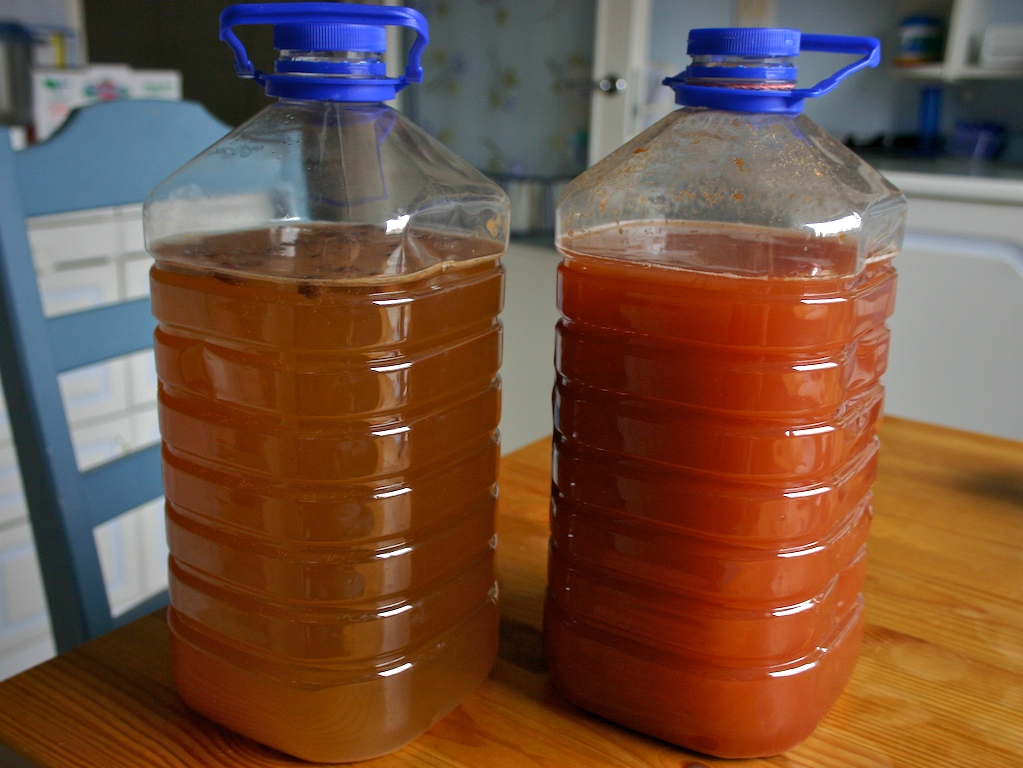
2 Sorten finnischen Mets, deutliche Farbunterschiede sind erkennbar

Nach dem eigentlichen Gärprozess besteht die Möglichkeit, durch Zusatz weiterer Stoffe eine bestimmte Geschmacksrichtung zu erzielen.

### Gewürze
Der Zusatz von Gewürzen ist so alt wie die Metherstellung selbst. Im einfachsten Falle werden die Gewürzstoffe in einem Leinensäckchen in das Gärfass gehängt. Dabei muss jedoch der Honigwein ständig auf seinen Geschmack geprüft werden, um den richtigen Moment zum Entfernen des Säckchens nicht zu verpassen.
Eine modernere Methode ist, den Gewürzen ihr Aroma mit Wasser oder Alkohol zu entziehen und anschließend diesen Extrakt zum Met zu geben.

### Dunkle Farbe
Beim Met wird eine dunkle, intensive Farbe oft hochwertiger beurteilt als eine helle. Es besteht hier jedoch kein unmittelbarer Zusammenhang zwischen der Qualität des Produktes und seiner Helligkeit, da letztlich die dunklere Farbe nur einem vermehrten Gehalt an natürlichen Farbstoffen geschuldet ist, und selbst sehr helle Honigsorten zu einem sehr guten Met führen können. Außerdem wird bei Met in manchen Kulturkreisen insbesondere eine helle Farbe als Zeichen für besondere Reinheit und somit Qualität empfunden.
Eine Methode, um dunklen Met zu erhalten, ist dunklen Honig zu verwenden. Dieser ist teurer und scheidet bisweilen aus ökonomischen Gründen aus. Mit Zuckercouleur kann dasselbe Ergebnis erzielt werden. In alten Rezepten wird auch empfohlen, Karamell mit einzukochen.

### Eichengeschmack
Ein im Eichenfass ausgebautes Getränk gilt als wertvoll und sorgfältig zubereitet. Dem gegenüber steht der hohe Preis für Eichenfässer und die schwierige Reinigung. Denselben Geschmackseffekt kann man durch Einbringen von Eichenspänen oder Zugabe von Eichenaroma in das Gärgefäß erzielen.

## Honigwahl
Die wichtigste Komponente des Mets ist der Honig. Er beeinflusst Geschmack und Farbe des Mets. Grundsätzlich lassen sich alle Honigsorten zu Met verarbeiten. Sogar Problemhonige, etwa solche mit einem für den Verkauf zu hohen Wassergehalt, können vergoren werden. Das ist besonders für Imker interessant, die diesen Honig sonst entsorgen müssten. Aus wirtschaftlichen Überlegungen wird für die Gärung oft preiswerter Honig wie Rapshonig verwendet und mit geschmacksintensivem Honig wie Blüten- oder Waldhonig nachgesüßt. So bleibt der Verkaufspreis niedrig und der Met hat trotzdem ein ansprechendes Aroma.